# Jo Cals

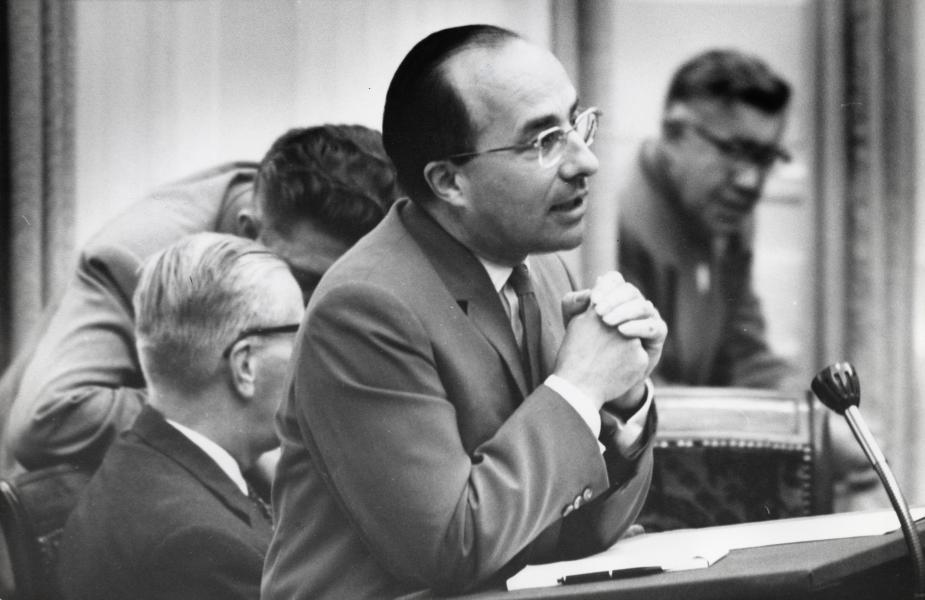
Cals aan de microfoon in de Tweede Kamer tijdens het beantwoorden van vragen over de Technische School in Enschede (12 juli 1961)

Jozef Maria Laurens Theo (Jo) Cals (Roermond, 18 juli 1914 – Den Haag, 30 december 1971) was een Nederlands politicus. Hij was minister-president van Nederland van 14 april 1965 tot 22 november 1966. In die periode leidde hij het kabinet-Cals.

## Opleiding
Na het behalen van het diploma gymnasium-A aan het Bisschoppelijk College in Roermond, studeerde hij aan het Philosophicum in Rolduc met de bedoeling om priester te worden. Hij brak deze studie in 1935 echter af om rechten te gaan studeren aan de Katholieke Universiteit Nijmegen. Hij was lid van het literair-mystieke dispuut De Gong. In 1940 behaalde hij het doctoraalexamen in de rechten, maar hij fungeerde tijdens de Tweede Wereldoorlog, op verzoek van de studentenmoderator, nog als praeses van het Nijmeegsch Studentencorps Carolus Magnus.

### Tweede Wereldoorlog; actief in het verzet
Cals zat in de tweede helft van 1940 enkele weken gevangenen omdat hij op de studentensociëteit een opruiende speech had gegeven, waarna de aanwezigen het Wilhelmus zongen. In 1941 was hij betrokken bij de Nederlandsche Unie. Na de opheffing van deze organisatie raakte hij samen met zijn vrouw langzaamaan betrokken bij het verzet. Zo was hij actief bij de Christofoorgroep, zij het niet als kernlid. De Christofoorgroep gaf een illegaal blad uit. Ook verleende hij meerdere keren onderdak aan onderduikers.
Cals hoorde in juni 1944 dat hij op een lijst met gijzelaars stond nadat een Duitse militair in Nijmegen was doodgeschoten. Hij besloot direct onder te duiken in zijn geboortestreek. Acht gijzelaars die niet uit handen van de Duitsers wisten te blijven werden kort daarna geëxecuteerd. Kort voor Operatie Market Garden keerde Cals naar Nijmegen terug, waar hij de bevrijding van de stad meemaakte. Na de bevrijding werkte Cals een jaar voor de Politieke Opsporingsdienst, eerst in Nijmegen en daarna op provinciaal niveau.

## Maatschappelijke carrière
Van 1940 tot 1950 was hij als advocaat en procureur in Nijmegen gevestigd. In deze periode was hij van 1941 tot 1949 verbonden als assistent aan de juridische faculteit van de Katholieke Universiteit Nijmegen en van 1943 tot 1945 als leraar economie, staatsinrichting en handelsrecht aan het Bisschoppelijk College te Roermond.

## Politieke carrière
Van 1945 tot 1948 was hij fractievoorzitter voor de Katholieke Volkspartij in de gemeenteraad van Nijmegen. Van 1948 tot 1951 was hij lid van de Tweede Kamer der Staten-Generaal. Van 15 maart 1951 tot 2 september 1952 was hij staatssecretaris van Onderwijs, Kunsten en Wetenschappen in het eerste kabinet Drees. Vervolgens was hij tot 24 juli 1963 minister van Onderwijs, Kunsten en Wetenschappen in het tweede en derde kabinet-Drees, het tweede kabinet-Beel en het kabinet-De Quay. Zijn voornaamste verdienste als Onderwijsminister is de invoering van de Mammoetwet in 1963, waarin een ingrijpende hervorming van het voortgezet onderwijs werd geregeld.
Vanaf 1963 was Cals opnieuw lid van de Tweede Kamer der Staten-Generaal. Daarnaast was hij curator van de Rijksuniversiteit Groningen, voorzitter van de Raad voor de Kunst en lid van de Raad voor de Journalistiek.

### Minister-president
Na de val van het kabinet-Marijnen was hij van 14 april 1965 tot 22 november 1966 minister-president en minister van Algemene Zaken van het kabinet-Cals. Na de val van het kabinet, in de Nacht van Schmelzer, werd hij op 5 december 1966 benoemd tot minister van staat.
Van 1968 tot 1970 was Cals commissaris-generaal van de Nederlandse inzending op de wereldtentoonstelling in Osaka (Japan) en vanaf 1967 voorzitter van de Staatscommissie Cals-Donner tot herziening van de Grondwet. De voorstellen van de commissie Cals-Donner leidden in 1983 tot een algehele herziening van de Nederlandse Grondwet.

## Overlijden
Jo Cals overleed op 57-jarige leeftijd. Hij werd begraven op de Rooms-Katholieke Begraafplaats Sint Petrus' Banden aan de Kerkhoflaan te Den Haag.

## Privéleven
Tijdens zijn studie leerde Cals zijn toekomstige echtgenote Truus van der Heijden kennen. Beiden studeerden rechten. In 1941, een jaar na hun afstuderen, zouden Jo en Truus, die ruim een kop groter was, in het huwelijk treden. Er volgden zes kinderen, waarvan enkel Gidi, Noud, Maria, Jos en Marga de volwassen leeftijd bereikten. Hun oudste kind stierf op tweejarige leeftijd aan de gevolgen van darmproblemen. Het gezin woonde tijdens Cals’ premierschap anderhalf jaar op het Catshuis, wat vooral zijn echtgenote verschrikkelijk vond. Ze ervoer de ambtswoning als een museum en was erg gehecht aan hun eigen huis. Desondanks was zij voor de premier een belangrijk klankbord. In deze tijd raakten het echtpaar Cals bevriend met collega-minister Marga Klompé. Dat zij in de Nacht van Schmelzer tegen Cals stemde, ervoeren zij dan ook als een verraad, hoewel Klompé ook daarna nog geregeld over de vloer kwam.